# Tina Sainz
María Fernanda Agustina "Tina" Sainz Rubio (Madrid, 26 de febrero de 1945) es una actriz española.

## Biografía
Hija de un apuntador de teatro. De niña acudía con su padre a la tertulia del Café Comercial con Antonio Mingote y Rafael Azcona y con 16 años trabajó de aprendiz de modistilla por 35 pesetas al día, antes de hacer su primera prueba en el teatro.
Comenzó su actividad interpretativa sobre los escenarios, participando en montajes como La camisa (1962), de Lauro Olmo; English Spoken (1968), de Lauro Olmo; Los buenos días perdidos (1973), de Antonio Gala, o El adefesio (1976), de Rafael Alberti.
Con posterioridad, interpretaría sobre las tablas, entre otras, Dígaselo con Valium (1993), de José Luis Alonso de Santos; Mi querida familia (1994), de Neil Simon, y El cartero de Neruda (2006), de Antonio Skármeta.
Sin embargo, ya desde principios de la década de los sesenta, su carrera se vinculó muy estrechamente a la televisión, y se convierte en asidua de los espacios dramáticos de TVE, como Platea, Primera fila, Mañana puede ser verdad (1964), Novela, Estudio 1, Siempre alegres, Hora once (1969), Cuentopos (1974) o Teatro de siempre. En 1970 llegó a protagonizar su propia serie Remite: Maribel, una comedia escrita por Alfonso Paso.
Debuta en el cine en 1967 con Los chicos con las chicas, vehículo de lucimiento del entonces grupo musical de moda en España, Los Bravos. A lo largo de la década siguiente, su actividad cinematográfica la lleva a intervenir en decenas de títulos, especialmente comedias ligeras, entre las que se incluyen Españolas en París (1971), Las Ibéricas F.C. (1971) o Cuando los niños vienen de Marsella (1974).
Durante los ochenta se centra fundamentalmente en su carrera teatral, llegando a dirigir el Teatro Estable de Málaga.
En 1991 presenta el programa de TVE Juego de niños y desde entonces ha compaginado cine y televisión, medio en el que han destacado sus papeles de reparto en las series Compañeros (1998-2002), interpretando a Tere, la directora del Colegio Azcona, y Mis adorables vecinos (2004-2006), dando vida a Teresa de Bromujo, una impertinente ama de llaves. Ambas en Antena 3.
Persona de reconocido compromiso político y ligada al Partido Comunista de España, en 1975 se unió a la primera huelga de actores en reclamación a un día de descanso en los teatros, en la que participó activamente con otros compañeros de profesión, como Concha Velasco o Juan Diego, y durante la cual fue detenida, junto con Rocío Dúrcal, y encarcelada en Yeserías.
Casada muy joven, es madre de un hijo varón que vive en Atlanta y trabaja en la cadena estadounidense CNN.

## Filmografía
- El hombre del Expreso de Oriente; dirección: Francisco de Borja Moro, (1962)
- Los chicos con las chicas (1967)
- Prisionero en la ciudad; dirección: Antonio de Jaén, (1969)
- Un, dos, tres, al escondite inglés (1969)
- Enseñar a un sinvergüenza (1970)
- Vente a Alemania, Pepe (1971)
- La orilla (1971)
- Españolas en París (1971)
- Cómo casarse en siete días; dirección: Fernando Fernán Gómez, (1971)
- Rain for a Dusty Summer; dirección: Arthur Lubin, (1971)
- Las Ibéricas F.C. (1971)
- Vente a ligar al Oeste (1971)
- La saga de los Drácula (1972)
- Flor de santidad (1972)
- Una monja y un Don Juan (1972)
- Las colocadas (1972)
- Pisito de solteras; dirección: Fernando Merino, (1973)
- Una monja y un don Juan (1973)
- Cuando los niños vienen  de Marsella; dirección: José Luis Sáenz de Heredia, (1974)
- El comisario G. en el caso del cabaret; dirección: Fernando Merino, (1975)
- El poder del deseo (1975)
- El love feroz o cuando los hijos juegan al amor; dirección: José Luis García Sánchez, (1975)
- La adúltera; dirección: Roberto Bodegas, (1975)
- Tu amiga Marilyn; dirección: Diego Galán, (1975)
- Estación de verano (Cortometraje); dirección: Emiliano de Pedraza, (1975)
- Vota a Gundisalvo (1978)
- Miedo a salir de noche (1979)
- Trágala, perro; dirección: Antonio Artero, (1981)
- La casa del paraíso (1981)
- El viaje a ninguna parte; dirección: Fernando Fernán Gómez, (1986)
- La estanquera de Vallecas (1987)
- Suéltate el pelo; dirección: Manuel Summers, (1988)
- Fuera de juego (1991)
- Cómo ser mujer y no morir en el intento (1991)
- Yo me bajo en la próxima, ¿y usted? (1992)
- Madregilda; dirección: Francisco Regueiro, (1993)
- El hombre de la nevera; dirección: Vicente Tamarit, (1993)
- Siete mil días juntos; dirección: Fernando Fernán Gómez, (1994)
- Pesadilla para un rico; dirección: Fernando Fernán Gómez, (1996)
- Sólo se muere dos veces; dirección: Esteban Ibarretxe, (1997)
- Siempre hay un camino a la derecha (1997)
- Se fue (Cortometraje); dirección: Jacobo Martos, (1997)
- Lázaro de Tormes (2000)
- No te fallaré (2001)
- Historia de un beso (2002)
- Puerta del tiempo; dirección: Pedro Delgado, (2002)
- Torremolinos 73 (2003)
- Tiovivo c. 1950 (2004)
- Sangre de mayo (2008)
- Los muertos no se tocan, nene (2011)
- Noche de lobos (cortometraje); dirección: Raúl Acín, (2012)
- 2 francos, 40 pesetas (2014)
- De los reptiles-saurios en los cafés (cortometraje); dirección: Jaime Gona, (2014)
- Barcelona, noche de invierno (2015)
- Fe de etarras (2017)
- Por la sombra; dirección: Diego Silva Acevedo - Héctor Melgares, (2017)
- Las cartas perdidas; dirección: Amparo Climent, (2021)

## Televisión
- Platea
  - Jinetes hacia el mar (7 de noviembre de 1962)
  - Las preciosas ridículas (21 de noviembre de 1962)
  - Petición de mano (5 de diciembre de 1962)
  - Los habladores (2 de enero de 1963)
  - Malini (10 de julio de 1963)
  - El cine en la última página (24 de julio de 1963)
- Novela
  - Tres preguntas al destino (1 de octubre de 1963)
  - El hombre del cuadro (25 de mayo de 1964)
  - La familia de Domingo (13 de julio de 1964)
  - Mujercitas (30 de noviembre de 1964)
  - Cenicienta 401 (10 de mayo de 1965)
  - La soltera rebelde (19 de julio de 1965)
  - Orgullo y prejuicio (25 de abril de 1966)
  - Telearañas (18 de julio de 1966)
  - El fantasma y Doña Juanita (7 de noviembre de 1966)
  - El aguilucho (28 de noviembre de 1966)
  - El hombrecillo (30 de enero de 1967)
  - Patio de luces (13 de febrero de 1967)
  - Cinco cartas de Alemania (23 de octubre de 1967)
  - Marieta y su familia (28 de abril de 1969)
  - La hija de Jano (16 de marzo de 1970)
  - La gitanilla (13 de abril de 1970)
  - Elia (10 de enero de 1972)
  - Las mentiras (18 de marzo de 1974)
  - Pepita Jiménez (6 de noviembre de 1978)
  - Pepita Jiménez II (7 de noviembre de 1978)
  - Pepita Jiménez III (8 de noviembre de 1978)
  - Pepita Jiménez IV (9 de noviembre de 1978)
  - Pepita Jiménez V (10 de noviembre de 1978)
- Estudio 3
  - Los señores de Morales (21 de octubre de 1963)
  - La familia de Domingo (12 de julio de 1964)
  - La inocente (14 de septiembre de 1964)
- Primera fila
  - El árbol de los Linden (23 de octubre de 1963)
  - Las flores (30 de octubre de 1963)
  - Recuerdo a mamá (8 de enero de 1964)
  - Un marido de ida y vuelta (15 de enero de 1964)
  - La loba (20 de mayo de 1964)
  - Una mujer sin importancia (3 de junio de 1964)
  - Una noche de primavera sin sueño (5 de agosto de 1964)
  - Fedra (29 de septiembre de 1964)
  - Corrupción en el Palacio de Justicia (8 de abril de 1965)
  - Desde los tiempos de Adán (21 de abril de 1965)
  - El milagro en la Plaza del Progreso (11 de agosto de 1965)
- Mañana puede ser verdad
  - El zorro y el bosque (29 de mayo de 1964)
  - La tercera expedición (26 de junio de 1964)
  - Los bulbos I (6 de noviembre de 1964)
  - Los bulbos II (13 de noviembre de 1964)
  - Los bulbos III (20 de noviembre de 1964)
- Tiempo alegre
  - Pedantes, punto redondo (4 de julio de 1964)
- Teatro de familia
  - Suspenso para septiembre (8 de septiembre de 1964)
- 30 grados a la sombra
  - De vuelta a casa (26 de septiembre de 1964)
- Teatro de humor
  - Las estrellas (8 de noviembre de 1964)
- Gran Teatro
  - Hamlet (29 de noviembre de 1964)
- Pobre diablo
  - Pantomima con payasos (18 de febrero de 1965)
- Tengo un libro en las manos
  - Eran cinco (28 de septiembre de 1965)
- Estudio 1
  - Las brujas de Salem (22 de febrero de 1965)
  - El último mono (6 de julio de 1966)
  - ¿Qué hacemos con los hijos? (7 de septiembre de 1966)
  - La cigüeña dijo sí (7 de diciembre de 1966)
  - Baile en capitanía (28 de diciembre de 1966)
  - La herida del tiempo (18 de enero de 1967)
  - El carrusel (8 de marzo de 1967)
  - La casa de los siete balcones (21 de junio de 1967)
  - El caballero de las espuelas de oro (14 de mayo de 1968)
  - La santa vierreina (16 de julio de 1968)
  - Sublime decisión (1 de octubre de 1968)
  - El enfermo imaginario (21 de enero de 1969)
  - Un paraguas bajo la lluvia (11 de febrero de 1969)
  - El jardín de los cerezos (27 de mayo de 1969)
  - La noche del sábado (15 de enero de 1970)
  - Hoy es fiesta (12 de marzo de 1970)
  - Cuando llegue el día (29 de marzo de 1970)
  - Las tres hermanas (14 de mayo de 1970)
  - El retamal (8 de septiembre de 1972)
  - Juego de niños (3 de noviembre de 1972)
  - Vamos a contar mentiras (29 de diciembre de 1972)
  - 50 años de felicidad (22 de diciembre de 1972)
  - En la ardiente oscuridad (13 de abril de 1973)
  - Diálogos de carmelitas (27 de abril de 1973)
  - Las brujas de Salem (11 de mayo de 1973)
  - Ocho mujeres (29 de junio de 1973)
  - El milagro de Ana Sullivan (20 de julio de 1978)
  - La cigüeña dijo sí II (23 de diciembre de 1979)
  - Escuela de mujeres (14 de septiembre de 1980)
  - El poder de las tinieblas (2 de noviembre de 1980)
  - El pelícano (9 de octubre de 1981)
- La pequeña comedia
  - El barrio y el rascacielos (5 de noviembre de 1966)
  - En el bar (1 de abril de 1968)
- Telecomedia de humor
  - Con la vida del otro (22 de enero de 1967)
- La familia Colón
  - Sacrificio por chiripa (3 de febrero de 1967)
- Escritores en televisión
  - Los signos externos (1 de enero de 1969)
- Hora once
  - El Apolo de Bellac (9 de febrero de 1969)
  - La bella del bosque (13 de abril de 1969)
  - Llegada de noche (27 de abril de 1969)
- La risa española
  - Es mi hombre (7 de marzo de 1969)
  - La vida privada de mamá (8 de junio de 1969)
- Fábulas
  - La gallina de los huevos de oro (2 de mayo de 1970)
- Remite: Maribel
  - Como de la familia (1 de julio de 1970)
  - El veraneo (8 de julio de 1970)
  - Ésta es su casa (15 de julio de 1970)
  - El señorito (22 de julio de 1970)
  - La llave de la despensa (29 de julio de 1970)
  - Un romance (5 de agosto de 1970)
  - Un poco de esperanza (12 de agosto de 1970)
  - Los catorce (19 de agosto de 1970)
  - Jaula de grillos (26 de agosto de 1970
  - Terrible Eulalia (2 de septiembre de 1970)
  - El oxígeno (23 de septiembre de 1970)
  - La casa de al lado (7 de octubre de 1970)
  - Cariños que matan (14 de octubre de 1970)
- Teatro de siempre
  - Más allá del invierno (3 de septiembre de 1970) (1)
  - Un drama nuevo (28 de febrero de 1972)
  - El día después de la feria (5 de enero de 1978) (2)
  - El enfermo imaginario (15 de octubre de 1979) (3)
- Las doce caras de Eva
  - Leo (1 de diciembre de 1971)
- Ficciones
  - Miedo (1 de enero de 1972) (4)
  - La hija de Rappacini (9 de abril de 1972)
  - El asesinato de Mr. Higginbotham (13 de octubre de 1973)
- Buenas noches, señores
  - Intermedio sentimental (23 de junio de 1972)
- Divertido siglo
  - La carta (1 de octubre de 1972)
- Pequeño estudio
  - Un café del puerto (19 de enero de 1973)
- Tarde para todos
  - Episodio del 10 de junio de 1973
- Mónica de medianoche
  - El médico (11 de junio de 1973)
- Apunte sobre Ana (Cortometraje); dirección: Diego Galán, (1973)
- Noche de teatro
  - Los tres etcéteras de Don Simón (3 de mayo de 1974)
- Cuentopos
  - Capítulo 1, I (7 de septiembre de 1974)
  - Capítulo 1, II (24 de octubre de 1974)
  - Capítulo 2 (31 de octubre de 1974)
  - Capítulo 3 (7 de noviembre de 1974)
  - Capítulo 4 (14 de noviembre de 1974)
  - Capítulo 5 (21 de noviembre de 1974)
  - Capítulo 6 (28 de noviembre de 1974)
  - Capítulo 7 (5 de diciembre de 1974)
  - Capítulo 8 (12 de diciembre de 1974)
  - Capítulo 9 (19 de diciembre de 1974)
  - Capítulo 10 (9 de enero de 1975)
  - Capítulo 11 (16 de enero de 1975)
  - Capítulo 12 (30 de enero de 1975)
  - Capítulo 13 (20 de febrero de 1975)
  - Capítulo 14 (18 de septiembre de 1975)
  - Capítulo 15 (25 de septiembre de 1975)
  - Capítulo 16 (2 de octubre de 1975)
  - Capítulo 17 (9 de octubre de 1975)
  - Capítulo 18 (16 de octubre de 1975)
  - Capítulo 19 (23 de octubre de 1975)
  - Capítulo 20 (30 de octubre de 1975)
  - Capítulo 21 (6 de noviembre de 1975)
  - Capítulo 22 (13 de noviembre de 1975)
  - Capítulo 23 (4 de diciembre de 1975)
  - Capítulo 24 (11 de diciembre de 1975)
  - Capítulo 25 (8 de enero de 1976)
  - Capítulo 26 (15 de enero de 1976)
- El teatro
  - El tintero (11 de mayo de 1978)
- Teatro breve
  - Caperucita y el otro (10 de mayo de 1981)
- Teatro
  - Sabor a miel (4 de diciembre de 1981)
- La Celestina
  - Acto I (4 de octubre de 1983)
  - Acto II (11 de octubre de 1983)
  - Acto III (18 de octubre de 1983)
- La voz humana
  - Petición de mano (18 de julio de 1986)
- Recuerda cuándo
  - El reencuentro (7 de octubre de 1987)
  - El amor (14 de octubre de 1987)
  - Las chicas (21 de octubre de 1987)
  - La trampa (11 de noviembre de 1987)
  - La soledad (18 de noviembre de 1987)
  - El engaño (25 de noviembre de 1987)
  - El amante (2 de diciembre de 1987)
  - El accidente (9 de diciembre de 1987)
  - El ático (16 de diciembre de 1987)
- Juego de niños
  - Presentadora del programa (1 de enero de 1989)
  - Presentadora del programa (8 de enero de 1989)
  - Presentadora del programa (15 de enero de 1989)
  - Presentadora del programa (22 de enero de 1989)
  - Presentadora del programa (11 de junio de 1989)
- La huella del crimen
  - El caso de Carmen Broto (13 de marzo de 1991)
- Las chicas de hoy en día
  - Las chicas de hoy en día y el precio de la fama (17 de febrero de 1992)
  - Las chicas de hoy en día y el peso de la ley (2 de marzo de 1992)
- Crónicas del mal
  - El ascensor (16 de octubre de 1992)
- Médico de familia
  - Un beso en la boca (7 de noviembre de 1995)
- Carmen y familia
  - Al sur del corazón (15 de abril de 1996)
  - Vemos muchos culebrones (22 de abril de 1996)
  - Chica encuentra chico (29 de abril de 1996)
  - Dame un beso que me dure una semana (6 de mayo de 1996)
  - Nuestro amor es como el rayo (13 de mayo de 1996)
  - Chove en Santiago (20 de mayo de 1996)
  - Pecado de sospecha (26 de mayo de 1996)
  - Cerezas del Jerte (2 de junio de 1996)
  - Hay cosas inmortales (9 de junio de 1996)
  - La vida se rompe y se pega (13 de julio de 1996)
  - Las cosas no son lo que parecen (20 de julio de 1996)
  - Amor con amor se paga (27 de julio de 1996)
  - Feliz noche de bodas (3 de agosto de 1996)
  - Tres cuartos al pregonero (10 de agosto de 1996)
  - Pacto de silencio (17 de agosto de 1996)
  - Amapola de los trigales (24 de agosto de 1996)
  - La voz de la sangre (31 de agosto de 1996)
  - Pecado mortal (7 de septiembre de 1996)
  - La noche del orangután (14 de septiembre de 1996)
  - La madre del cordero (21 de septiembre de 1996)
  - Cuatro gotas de tormenta (28 de septiembre de 1996)
  - La aurora (5 de octubre de 1996)
  - La estafa (12 de octubre de 1996)
  - Okupando la plaza (19 de octubre de 1996)
  - La verbena (26 de octubre de 1996)
  - La vida continúa (2 de noviembre de 1996)
- La otra familia
  - Episodio 1 (16 de septiembre de 1996)
- Más que amigos
  - Desahuciados (1 de enero de 1997)

- Compañeros
  - En casa otra vez (25 de marzo de 1998)
  - Dile que no estoy (1 de abril de 1998)
  - Nadie dijo que esto fuera fácil (8 de abril de 1998)
  - Tengo en mi cama al director del colegio (15 de abril de 1998)
  - Sin despedirme (22 de abril de 1998)
  - Es la primera vez que beso a un duende (29 de abril de 1998)
  - Estamos locos, ¿o qué? (6 de mayo de 1998)
  - Aquí radio Azcona (13 de mayo de 1998)
  - Quiero saber qué se siente (27 de mayo de 1998)
  - ¿Saltarías por mí? (3 de junio de 1998)
  - No te fallaré (10 de junio de 1998)
  - Quédate conmigo (17 de junio de 1998)
  - A veces, sin hablar, es todo más sencillo (16 de septiembre de 1998)
  - Es ley de vida (23 de septiembre de 1998)
  - A lo mejor mañana el cielo es de colores (30 de septiembre de 1998)
  - Tú a mí no me importas nada (7 de octubre de 1998)
  - Eso es tener problemas (14 de octubre de 1998)
  - No se puede ganar en todo (21 de octubre de 1998)
  - ¿Esto es Romeo y Julieta? (28 de octubre de 1998)
  - Querido Bacterio (4 de noviembre de 1998)
  - Las intenciones de Diana (11 de noviembre de 1998)
  - Por abrirme los ojos (18 de noviembre de 1998)
  - Días bebiendo (2 de diciembre de 1998)
  - Cree sólo en tus alas (9 de diciembre de 1998)
  - Tienes contenta a la hormiga atómica (16 de diciembre de 1998)
  - Asentar la cabeza (23 de diciembre de 1998)
  - El misterio del motorista sin cabeza (3 de marzo de 1999)
  - Te queremos con nosotros (10 de marzo de 1999)
  - ¡Quimi, estás muerto! (17 de marzo de 1999)
  - El laboratorio del amor (24 de marzo de 1999)
  - ¿Sabes ser mala? (31 de marzo de 1999)
  - Niño modélico (7 de abril de 1999)
  - Tengo un skin-head de tobillo (14 de abril de 1999)
  - Tenía cosas más importantes que hacer (21 de abril de 1999)
  - No me moveré de aquí (28 de abril de 1999)
  - Carolo, cabeza bolo (5 de mayo de 1999)
  - Los sueños, sueños son (26 de mayo de 1999)
  - Un día más (2 de junio de 1999)
  - Cosa del demonio (10 de junio de 1999)
  - He cambiado de opinión, doctor (16 de junio de 1999)
  - Ése era mi amigo (15 de septiembre de 1999)
  - Huida hacia delante (22 de septiembre de 1999)
  - ¿Tengo cara de acelga? (29 de septiembre de 1999)
  - ¿Nunca jamás...? (6 de octubre de 1999)
  - Esta vez va en serio (13 de octubre de 1999)
  - Está temblando (20 de octubre de 1999)
  - ¿No estamos muertos? (27 de octubre de 1999)
  - Antes siempre ganabas (3 de noviembre de 1999)
  - El mejor ninja del mundo (10 de noviembre de 1999)
  - No puedo evitarlo (17 de noviembre de 1999)
  - Hemos terminado con él (24 de noviembre de 1999)
  - No eres el ombligo del mundo (1 de diciembre de 1999)
  - ¿Lo hiciste por mí? (8 de diciembre de 1999)
  - Sé el de antes (15 de diciembre de 1999)
  - Efecto 2000 (22 de diciembre de 1999)
  - Grandes decisiones (19 de abril de 2000)
  - Niños metidos en sacos (26 de abril de 2000)
  - Va a ser verdad que estás madurando (3 de mayo de 2000)
  - Yo estoy aquí (10 de mayo de 2000)
  - ¿Podrías enseñarme tus tetas? (17 de mayo de 2000)
  - Quiero a mi chiqui (21 de mayo de 2000)
  - ¿Ha merecido la pena? (31 de mayo de 2000)
  - Sangre de tu sangre (7 de junio de 2000)
  - Dale recuerdos de nuestra parte (14 de junio de 2000)
  - Otros lo hicieron por mí (21 de junio de 2000)
  - Pensaré yo por los dos (28 de junio de 2000)
  - ¿He fracasado? (5 de julio de 2000)
  - Éramos colegas (12 de julio de 2000)
  - Por dejarme llevar (12 de septiembre de 2000)
  - No me lo voy a perdonar (19 de septiembre de 2000)
  - Hacemos un buen equipo (26 de septiembre de 2000)
  - Se acabó la vida del artista (3 de octubre de 2000)
  - Ahora tengo un amigo mejor (10 de octubre de 2000)
  - El mundo al revés (17 de octubre de 2000)
  - Es aburrido ganar siempre (24 de octubre de 2000)
  - Eras mi hermano (31 de octubre de 2000)
  - Quiero volver (7 de noviembre de 2000)
  - Ya no te quiero (14 de noviembre de 2000)
  - No quiero que te vayas (21 de noviembre de 2000)
  - Estoy solo (28 de noviembre de 2000)
  - Recuerda (5 de diciembre de 2000)
  - Contigo ya no me equivoco (17 de abril de 2001)
  - Quimi lo sabe (24 de abril de 2001)
  - Pequeños empujones mueven trenes (1 de mayo de 2001)
  - ¿Cuándo vas a dejar de meterte en mis cosas? (8 de mayo de 2001)
  - Me gusta alguien (15 de mayo de 2001)
  - Ahora tienes que luchar (22 de mayo de 2001)
  - Tienes que contárselo (29 de mayo de 2001)
  - Ni ánimo ni alternativas (5 de junio de 2001)
  - No va a terminarse nada (12 de junio de 2001)
  - Has tardado mucho (19 de junio de 2001)
  - Sálvate tú (26 de junio de 2001)
  - El último viaje (3 de julio de 2001)
  - Siempre (10 de julio de 2001)
  - Nuevos compañeros (19 de septiembre de 2001)
  - La chica sin ojos (26 de septiembre de 2001)
  - Sácame de aquí (2 de octubre de 2001)
  - A cambio de tu silencio (9 de octubre de 2001)
  - Nos han engañado (16 de octubre de 2001)
  - ¿Qué quieres de mí? (23 de octubre de 2001)
  - Ser un buen colega (30 de octubre de 2001)
  - Lucha por algo (6 de noviembre de 2001)
  - Somos como espejos (13 de noviembre de 2001)
  - La gente cambia (20 de noviembre de 2001)
  - Por muy mal que nos caiga "El Manoplas" (27 de noviembre de 2001)
  - ¿Este colegio es siempre así? (4 de diciembre de 2001)
  - Ya no quedan jefes indios (11 de diciembre de 2001)
  - Dime que no lo has hecho tú (18 de diciembre de 2001)
  - Menudo día para casarse (23 de abril de 2002)
  - Máscara (30 de abril de 2002)
  - Todos somos El Fantasma de la Ópera (7 de mayo de 2002)
  - Cinco minutos (14 de mayo de 2002)
  - Y Dios, ¿de qué parte está? (21 de mayo de 2002)
  - Amor imposible (28 de mayo de 2002)
  - Paso de hacer lo que me diga mi madre (4 de junio de 2002)
  - Con nosotros nadie ha contado (11 de junio de 2002)
  - Duna, un nombre bonito (18 de junio de 2002)
  - Estamos tan perdidos como ellos (25 de junio de 2002)
  - Me rompí en pedazos (2 de julio de 2002)
  - Vértigo (9 de julio de 2002)
  - Family movies (16 de julio de 2002)

- La vida en el aire
  - Episodio 4 (4 de julio de 1998)
  - Episodio 6 (18 de julio de 1998)
  - Episodio 7 (1 de agosto de 1998)
  - Episodio 8 (8 de agosto de 1998)
- Periodistas
  - No somos nada (1 de enero de 1998) (5)
- 7 vidas
  - El disputado voto de la señora Sole (4 de mayo de 2003)
- Los Serrano
  - Eva al desnudo (27 de enero de 2004)
- Casi perfectos
  - Las tácticas de una profesora muy salvaje (23 de febrero de 2004)

- Mis adorables vecinos (6)
  - Yo vivía en un bloque de barrio y ahora me codeo con la jet (11 de abril de 2004)
  - No sé decir no (18 de abril de 2004)
  - Admito ser zopenco (25 de abril de 2004)
  - Ya no sé qué hacer pa ser feliz (2 de mayo de 2004)
  - Prefiero disfrazarme de Marge Simpson que recoger un Ondas (9 de mayo de 2004)
  - Mi marido ya no me hace el Annapurna (16 de mayo de 2004)
  - Yo fui a la boda de Leti (23 de mayo de 2004)
  - Soy un celoso compulsivo (30 de mayo de 2004)
  - Culo veo, culo quiero (6 de junio de 2004)
  - Yo también quiero ser un loro (13 de junio de 2004)
  - Cuando conocí a Beckham estaba desnudo (20 de junio de 2004)
  - Nunca pensé que dormiría con el vecino (27 de junio de 2004)
  - Quiero ser tan hortera como tú (4 de julio de 2004)
  - Yo sí que echo las muelas (11 de julio de 2004)
  - Yo vivía en una urba de lujo; mañana me mudaré (18 de julio de 2004)
  - No tengo el yoni pa ruidos (2 de septiembre de 2004)
  - Me aposté hasta los calzoncillos..., y perdí (9 de septiembre de 2004)
  - Me persigue un conejo gigante (16 de septiembre de 2004)
  - Tu madre es un cocodrilo (23 de septiembre de 2004)
  - Mi difunto marido me llama por el móvil (30 de septiembre de 2004)
  - La vecina quiere enrollarse con mi mujer y mi madre con un matarife (7 de octubre de 2004)
  - ¿Es que os habeís vuelto locos todos? (14 de octubre de 2004)
  - No sé por dónde viene, pero hoy me cae un capón fijo (21 de octubre de 2004)
  - Tu mujer parece una golfa y la mía está poseída (28 de octubre de 2004)
  - Pego dú gué de creez, ¿gue ezdoy dondo o gué? (4 de noviembre de 2004)
  - Para mí que esta alfombra huele a vieja (11 de noviembre de 2004)
  - Me pusiste los cuernos con Naranjito (18 de noviembre de 2004)
  - El papá de mi novia me quiere capar (5 de diciembre de 2004)
  - Dios, ¿qué va a pensar papá de esto? (12 de diciembre de 2004)
  - No sé si mi padre es un asesino o un transexual (19 de diciembre de 2004)
  - Yo vivía en una casa de lujo, y una termita se la comió (27 de diciembre de 2004)
  - Cuando erais pobres, ¿comíais todos los días? (3 de mayo de 2005)
  - La maldición de los Sánchez (10 de mayo de 2005)
  - Mi mamá no me quiere, y encima engaña a mi papá (17 de mayo de 2005)
  - Mi padre está muerto (24 de mayo de 2005)
  - Tú no eres el padre ecológico (31 de mayo de 2005)
  - El rucu-rucu (7 de junio de 2005)
  - Fuego en el cuerpo (14 de junio de 2005)
  - Ni parir me dejáis tranquila (21 de junio de 2005)
  - Llámame Manu (28 de junio de 2005)
  - Ernesto, bésame (5 de julio de 2005)
  - ¿Qué vas a hacer con esas tijeras? (12 de julio de 2005)
  - Los Sánchez somos zen (19 de julio de 2005)
  - Por una tapa de calamares (26 de julio de 2005)
  - Once mil setecientos cincuenta euros (8 de enero de 2006)
  - El amor mata (15 de enero de 2006)
  - La tentación vive arriba (22 de enero de 2006)
  - Luis es un santo (29 de enero de 2006)
  - Si es por el ordenador, duelen menos (5 de febrero de 2006)
  - Eres un enfermo (12 de febrero de 2006)
  - El graduado (19 de febrero de 2006)
  - El tamaño ideal (26 de febrer0 de 2006)
  - Un toque de infidelidad (5 de marzo de 2006)
  - Como un perrillo (12 de marzo de 2006)
  - Hasta el 2016 (19 de marzo de 2006)
  - Cuando el rencor entra por la puerta, el amor salta por la ventana (26 de marzo de 2006)
  - No al amor (2 de abril de 2006)
  - Dame tu mano otra vez (23 de abril de 2006)
  - Mariano superstar (30 de abril de 2006)
  - Llevo tu nombre tatuado (7 de mayo de 2006)
  - El muerto al hoyo y el vivo al bollo (14 de mayo de 2006)
  - El troncho (21 de mayo de 2006)

- Cafetería Manhattan
  - Episodio 1 (12 de marzo de 2007)
  - Episodio 2 (13 de marzo de 2007)
  - Episodio 3 (14 de marzo de 2007)
  - Episodio 4 (15 de marzo de 2007)
  - Episodio 5 (16 de marzo de 2007)
  - Episodio 6 (19 de marzo de 2007)
  - Episodio 7 (20 de marzo de 2007)
  - Episodio 8 (21 de marzo de 2007)
  - Episodio 9 (22 de marzo de 2007)
  - Episodio 10 (23 de marzo de 2007)
  - Episodio 11 (26 de marzo de 2007)
  - Episodio 12 (27 de marzo de 2007)
  - Episodio 13 (28 de marzo de 2007)
  - Episodio 14 (29 de marzo de 2007)
  - Episodio 15 (9 de abril de 2007)
  - Episodio 16 (10 de abril de 2007)
  - Episodio 17 (11 de abril de 2007)
  - Episodio 18 (12 de abril de 2007)
  - Episodio 19 (13 de abril de 2007)
- LEX (7)
  - Genéticamente infiel (12 de junio de 2008)
  - Hijo de... Mario (19 de junio de 2008)
  - Todos locos (3 de julio de 2008)
  - Por el mejor (10 de julio de 2008)
  - Mujeres y marihuana (19 de octubre de 2008)
  - 7 horas y 34 minutos (26 de octubre de 2008)
  - Con un par (2 de noviembre de 2008)
  - Guapa y mala (9 de noviembre de 2008)
- ¡A ver si llego!
  - Te esperamos en el puesto (25 de enero de 2009)
  - Elecciones anticipadas (25 de enero de 2009)
  - Guerra en el barrio y una cita a ciegas (1 de febrero de 2009)
  - Sexo, venganza y actos oficiales (8 de febrero de 2009)
  - Entre chinos, resucitados y campanas de boda (15 de febrero de 2009)
  - Saliendo del armario. Atacan los bichos y un nuevo escándalo (22 de febrero de 2009)
  - Entre residuos tóxicos, fantasías e infidelidades (2009) (8)
  - ¡A sus puestos! Preparados, listos... ¡ya! (25 de enero de 2009)
  - Un voto, dos votos, tres votos (25 de enero de 2009)
  - Guerra en el barrio y una cita a ciegas (1 de febrero de 2009)
  - Adictos al sexo, al juego y al fraude (8 de enero de 2009)
  - Desde Rusia sin amor (15 de febrero de 2009)
  - Saliendo del armario, atacan los bichos y un nuevo negocio (22 de febrero de 2009) (9)
- Vida Loca
  - La madre que te parió (6 de junio de 2011)
- Mad Dogs
  - Temporada 2, episodio 1 (19 de enero de 2012)
  - Temporada 2, episodio 4 (9 de febrero de 2012)
- Aída (10)
  - Luisma Actually (25 de mayo de 2014)
- Radioteatro de Navidad de la Cadena Ser
  - ¡Qué bello es vivir! (19 de diciembre de 2015) (11)
- El gran apagón (12)
  - La tormenta (8 de junio de 2016)
  - Atrapados (13 de junio de 2016)
  - Las llamadas (17 de junio de 2016)
  - El rescate (27 de junio de 2016)
  - La mitad oscura (1 de julio de 2016)
  - La modelo (11 de julio de 2016)
  - Escenario Cero (18 de julio de 2016)
  - El museo (22 de julio de 2016)
- Águila Roja
  - Temporada 9, episodio 1 (14 de junio de 2016)
  - Temporada 9, episodio 2 (21 de junio de 2016)
  - Temporada 9, episodio 3 (28 de junio de 2016)
  - Temporada 9, episodio 4 (5 de julio de 2016)
  - Temporada 9, episodio 5 (12 de julio de 2016)
  - Temporada 9, episodio 6 (19 de julio de 2016)
  - Temporada 9, episodio 7 (15 de septiembre de 2016)
  - Temporada 9, episodio 8 (22 de septiembre de 2016)
  - Temporada 9, episodio 10 (6 de octubre de 2016)
  - Temporada 9, episodio 11 (13 de octubre de 2016)
  - Temporada 9, episodio 13 (27 de octubre de 2016)
- Las chicas del cable
  - Los sueños (28 de abril de 2017)
  - Los recuerdos (28 de abril de 2017)
  - Las mentiras (28 de abril de 2017)
  - Los sentimientos (28 de abril de 2017)
  - El pasado (28 de abril de 2017)
  - La familia (28 de abril de 2017)
  - La pérdida (28 de abril de 2017)
  - El amor (28 de abril de 2017)
  - Los celos (25 de diciembre de 2017)
  - Los secretos (25 de diciembre de 2017)
  - La soledad (25 de diciembre de 2017)
  - El tiempo (7 de septiembre de 2018)
  - La muerte (7 de septiembre de 2018)
  - La verdad (7 de septiembre de 2018)
  - La venganza (7 de septiembre de 2018)
- Estoy vivo
  - Más cerca que nunca (5 de octubre de 2017)

## Teatro
- Los años del Bachillerato André Lacourn.
- Los ojos que vieron la muerte (1961), de Agatha Christie.
- El rinoceronte (1961), de Eugène Ionesco.
- Los inocentes de la Moncloa (1963), de José María Rodríguez Méndez.
- ¿Quién quiere una copla del Arcipreste de Hita? (1965), de José Martín Recuerda.
- Casi Lolita (1967), de Alfonso Paso.
- ¡Estos chicos de ahora! (1967), de Alfonso Paso.
- English Spoken (1968), de Lauro Olmo.[2]
- Por El Escorial, cariño mío (1968), de Alfonso Paso.
- Los buenos días perdidos (1973), de Antonio Gala.
- Las tres hermanas (1973), de Antón Chejov.
- El día después de la feria (1974) de Frank Harvey
- Las hermanas de Búfalo Bill (1975), de Manuel Martínez Medeiro.
- El adefesio (1976), de Rafael Alberti.
- Noche de guerra en el Museo del Prado (1978), de Rafael Alberti.
- La señora Tártara (1980), de Francisco Nieva.
- Dígaselo con Valium (1993), de José Luis Alonso de Santos.
- Mi querida familia (1994), de Neil Simon.
- La rosa tatuada (1998), de Tennessee Williams[3]
- El cartero de Neruda (2006), de Antonio Skármeta.
- La marquesa de O (2009-2010), de Heinrich von Kleist.
- Las bicicletas son para el verano (2011), de Fernando Fernán Gómez (Radioteatro para la Cadena SER).
- El hijo de la novia (2014-2016), de Juan José Campanella.
- Fedra (2018), de Paco Bezerra.

## Premios y candidaturas
Premios Goya
| Año  | Categoría                                | Película            | Resultado |
| ---- | ---------------------------------------- | ------------------- | --------- |
| 2002 | Mejor interpretación femenina de reparto | Historia de un beso | Nominada  |
| 2008 | Mejor interpretación femenina de reparto | Sangre de mayo      | Nominada  |

Premios Fotogramas de Plata
| Año  | Categoría                  | Serie      | Resultado |
| ---- | -------------------------- | ---------- | --------- |
| 2000 | Mejor actriz de televisión | Compañeros | Nominada  |

Premios TP de Oro
| Año  | Categoría                  | Serie                  | Resultado |
| ---- | -------------------------- | ---------------------- | --------- |
| 1981 | Mejor actriz de televisión | Estudio 1 Teatro breve | Ganadora  |
| 1987 | Mejor actriz de televisión | Recuerda cuándo        | Ganadora  |

Premios Iris
| Año  | Categoría                     | Serie      | Resultado |
| ---- | ----------------------------- | ---------- | --------- |
| 2000 | Mejor interpretación femenina | Compañeros | Nominada  |

Medallas del Círculo de Escritores Cinematográficos
| Año  | Categoría               | Película            | Resultado |
| ---- | ----------------------- | ------------------- | --------- |
| 2002 | Mejor actriz secundaria | Historia de un beso | Nominada  |
| 2008 | Mejor actriz secundaria | Sangre de mayo      | Nominada  |

Otros reconocimientos
- 2000: Premio "Pepe Isbert" del Festival Internacional de Cine de Comedia de Peñíscola.[5]
- 2001: Medalla de Oro al Mérito en las Bellas Artes.[6]
- 2006: Premio Dafne de Honor del III Festival Internacional de Cine de Villaviciosa de Odón a su "excelsa y prolífica carrera artística".[7]
- 2007: Premio "8 de marzo" (Mención especial) otorgado por el Ayuntamiento de Getafe y el Consejo Sectorial de la Mujer de Getafe por su "compromiso contra las injusticias y las desigualdades...".[8]

Entre otros premios, también ha sido reconocida con la Medalla de Oro de la provincia de Valladolid, el Premio de la Crítica y el Premio ABC.